# Гедеон
Гедео́н (ивр. גִּדְעוֹן בֶּן יוֹאָשׁ‎, Гидъо́н бэн Йоаш) — библейский персонаж Ветхого Завета, пятый по счёту из судей израильских, родился и был похоронен в Офре. Время деятельности Гедеона — XI век до н. э.

## Жизнеописание
За то, что Израиль отвернулся от Бога и стал снова делать зло, Бог наказал их нашествием мадианитян и амаликитян. Пользуясь нравственным упадком и политической раздробленностью евреев, мадианитяне и другие «сыны Востока» предпринимали против них нашествия из года в год, потравляя засеянные поля, угоняя скот и расхищая всякое достояние. «И весьма обнищал Израиль» (Суд. 6:6). Угнетение продолжалось семь лет, и только тогда, когда народ отчаялся в своём избавлении, и "возопил к Богу", Бог избрал Гедеона, ничем не примечательного молодого человека. Два старших брата его погибли в борьбе с врагами Израиля. Получив высшее призвание к избавлению народа, Гедеон сначала засомневался: (Суд.6:15,16) "[Гедеон] сказал ему: Господи! как спасу я Израиля? вот, и племя мое в [колене] Манассиином самое бедное, и я в доме отца моего младший. И сказал ему Господь: Я буду с тобою, и ты поразишь Мадианитян, как одного человека".
После этого Гедеон собирает отряд 32000 человек, но Бог велит оставить только 300, чтобы показать Свою силу. С этим небольшим отрядом Гедеон нападает ночью на мадианитян, которых было «как саранча... и как песка на берегу моря»; в ужасе и ночной суматохе они рубили друг друга, и в беспорядке бежали за Иордан, надолго оставив в покое Ханаан. Слава о победе Гедеона разнеслась по всей стране, и благодарный народ предлагал ему наследственное царское достоинство, и одновременно сменить форму правления на монархическую; но он отказался от этой власти, в которой видел нарушение принципа, установленного Богом через Моисея для израильского народа, по которому правом высшего водительства обладали назначаемые судьи. Земля под его управлением благоденствовала сорок лет. Сам Гедеон дожил до глубокой старости, оставив от своих многих жён 70 сыновей.
В народе Гедеон получил также прозвание Иероваал, то есть «противоборец Ваалу», за то, что разрушил жертвенник, установленный в честь этого языческого божества.

## Почитание в православии
В Православии почитается святым в сонме пророков. Память совершается 26 сентября по юлианскому календарю (9 октября по григорианскому).
Росписи, посвящённые Гедеону, имелись в Средней (Золотой) палате Кремля. Димитрий Ростовский назвал одно из своих сочинений «Руно орошенное», намекая на популярную в христианстве трактовку эпизода с овечьей шерстью как прообраза Благовещения.